# アウトバーン 4
アウトバーン 4（ドイツ語: Bundesautobahn 4, BAB 4 または A 4）はドイツの高速道路、アウトバーンの一路線である。

## 概要
西のオランダおよびベルギー国境、アーヘン付近から東のポーランド国境、ゲルリッツ付近まで、583 kmの路線を持つ主要道路である。
2つの分断された区間からなる。それは以下の通りである：
- 西部区間：オランダ国境 - クロイツタール（150km）
- 東部区間：バート・ヘルスフェルト - ポーランド国境（433 km）

西部区間はオランダ国境から東行きでノルトライン＝ヴェストファーレン州南部を横断する。ケルン付近でA1とA3と交差し、両交差点の間の区間はケルン環状アウトバーンの一区間をなす。ケルンを通った後、ベルギシェス・ラント地方、ザウアーラント地方を横断し、ジーガーラント地方のクロイツタール（クロンバッハ地区）で終わる。なお、ザウアーラント地方のオルペでA45に接続する。A45、A5およびA7を経由してA4の東部区間と接続する。
東部区間はヘッセン州北東部から東行きでテューリンゲン州とザクセン州をポーランドの国境まで横断する。テューリンゲン州の州都エアフルトをはじめ、ヴァイマル、イェーナ、ゲーラ、ケムニッツおよびザクセン州の州都ドレスデン、旧東ドイツ南部の複数の主要都市を経由する。なお、ゲーラ付近でA9と交差する。ドイツの東西分断時代にアイゼナッハ付近で西ドイツと東ドイツの国境を経由した。

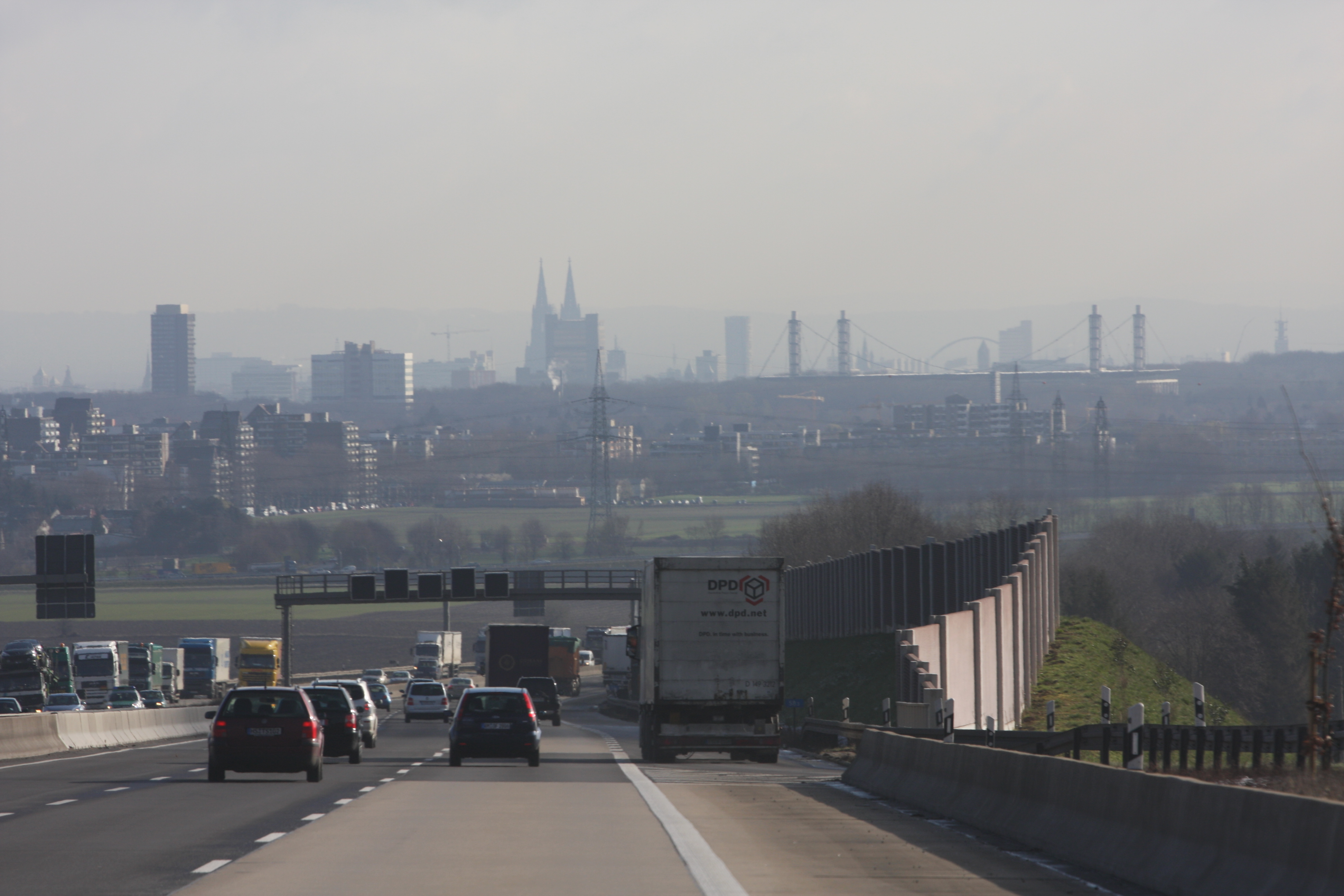
ケルン付近
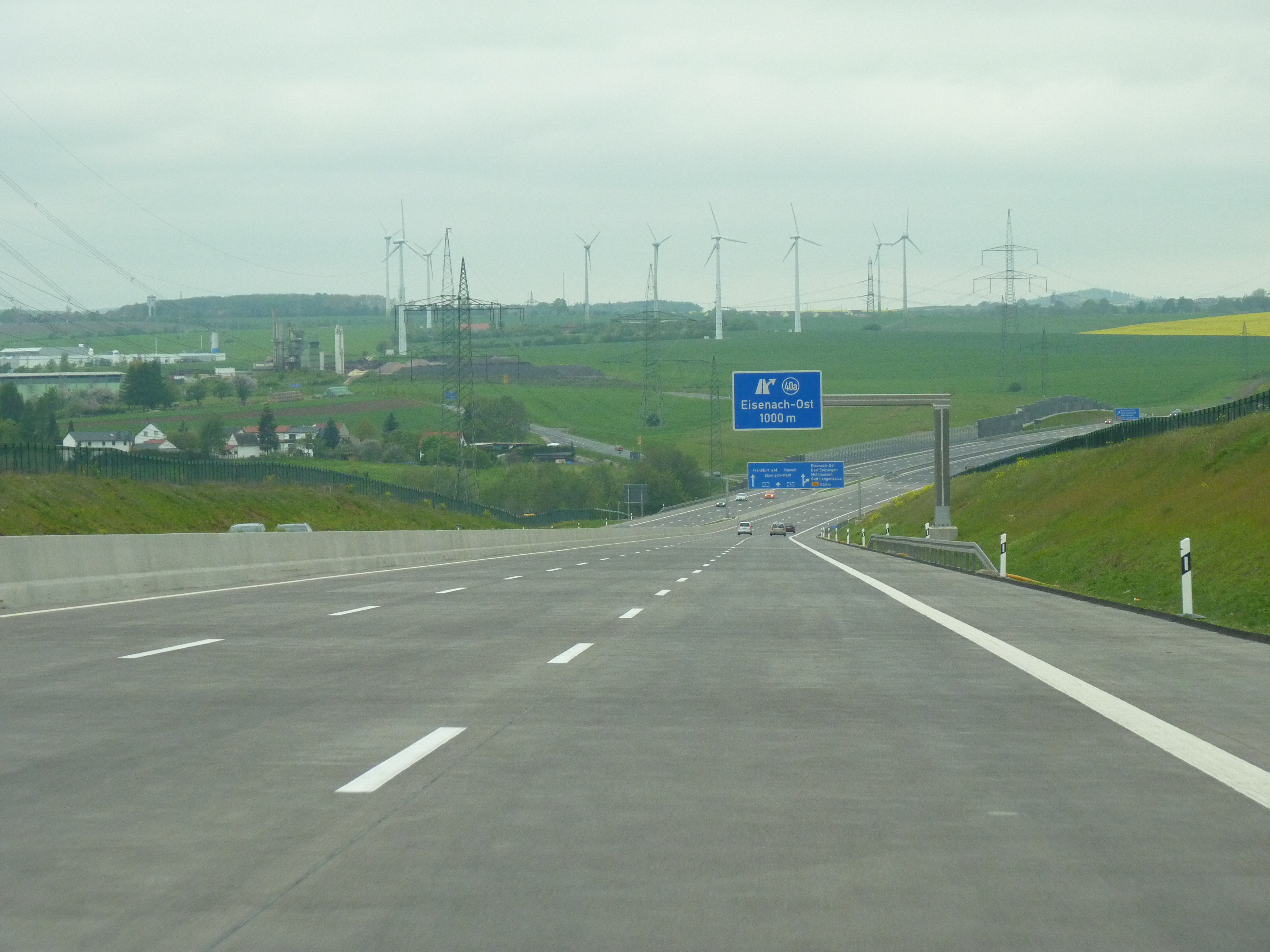
アイゼナッハ付近
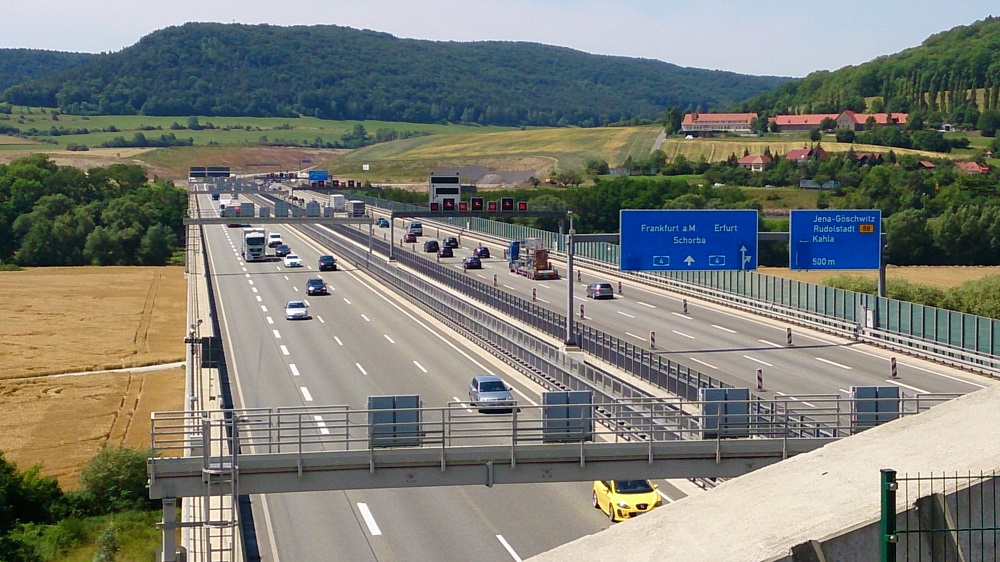
イェーナ付近
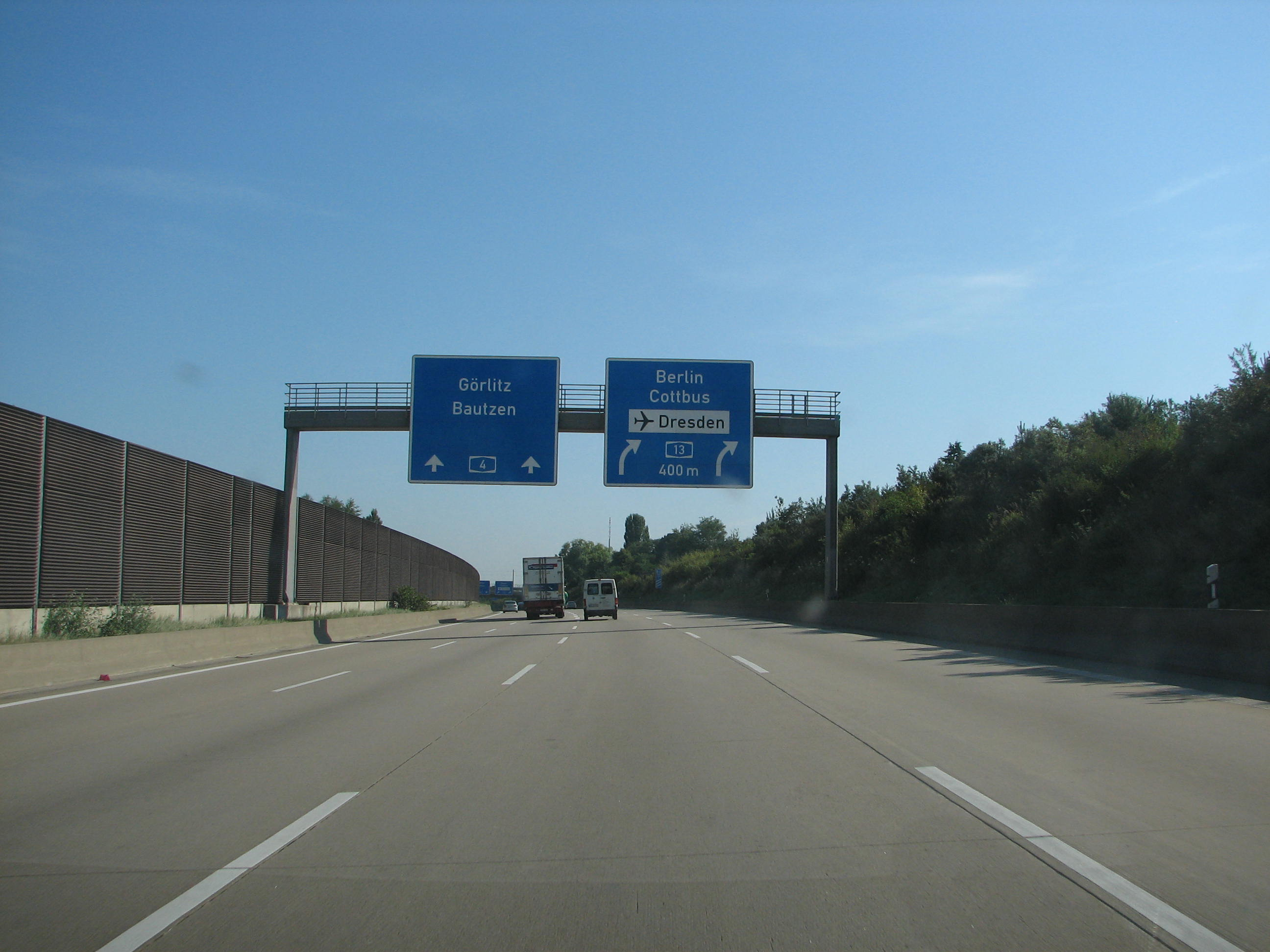
ドレスデン付近

## 行程
- 計画段階の新規インターチェンジおよびジャンクションは含まれていない。
- 接続路線名の特記がないものは州道または郡道。

| アウトバーン 4の行程一覧表 | アウトバーン 4の行程一覧表                   | アウトバーン 4の行程一覧表                                                                  | アウトバーン 4の行程一覧表       | アウトバーン 4の行程一覧表          |
| IC 番号                    | 施設名                                       | 施設名                                                                                      | 接続路線名                       | 州                                  |
| -------------------------- | -------------------------------------------- | ------------------------------------------------------------------------------------------- | -------------------------------- | ----------------------------------- |
| 1                          | 欧州連合内国境                               | フェッチャウ国境通過点 Grenzübergang Vetschau                                               | マーストリヒト方面               | ノルトライン＝ ヴェストファーレン州 |
| --                         | インターチェンジ                             | ボッホルツ Bocholtz                                                                         | --                               | ノルトライン＝ ヴェストファーレン州 |
| 2                          | インターチェンジ                             | アーヘン＝ラウレンスベルク Aachen-Laurensberg                                               | --                               | ノルトライン＝ ヴェストファーレン州 |
| 3                          | インターチェンジ                             | アーヘン＝中央 Aachen-Zentrum                                                               | 連邦道路57号線                   | ノルトライン＝ ヴェストファーレン州 |
| 4                          | ジャンクション                               | アーヘン交差点 Kreuz Aachen                                                                 | アウトバーン 44 アウトバーン 544 | ノルトライン＝ ヴェストファーレン州 |
| 5a                         | インターチェンジ                             | エッシュヴァイラー＝西 Eschweiler-West                                                      | 連邦道路264号線                  | ノルトライン＝ ヴェストファーレン州 |
| 5b                         | インターチェンジ                             | エッシュヴァイラー＝東 Eschweiler-Ost                                                       | 連邦道路264号線                  | ノルトライン＝ ヴェストファーレン州 |
| 5c                         | インターチェンジ                             | ヴァイスヴァイラー Weisweiler                                                               | --                               | ノルトライン＝ ヴェストファーレン州 |
| 5d                         | インターチェンジ                             | ランガーヴェーヘ Langerwehe                                                                 | --                               | ノルトライン＝ ヴェストファーレン州 |
| 6                          | インターチェンジ                             | デューレン Düren                                                                            | 連邦道路56号線                   | ノルトライン＝ ヴェストファーレン州 |
| 7a                         | インターチェンジ                             | メルツェニッヒ Merzenich                                                                    | --                               | ノルトライン＝ ヴェストファーレン州 |
| 7b                         | インターチェンジ                             | エルスドルフ Elsdorf                                                                        | 連邦道路477号線                  | ノルトライン＝ ヴェストファーレン州 |
| 8                          | インターチェンジ                             | ケルペン Kerpen                                                                             | --                               | ノルトライン＝ ヴェストファーレン州 |
| 8                          | ジャンクション                               | ケルペン交差点 Kreuz Kerpen                                                                 | アウトバーン 61                  | ノルトライン＝ ヴェストファーレン州 |
| 9a                         | インターチェンジ                             | フレッヒェン＝ケーニヒスドルフ Frechen-Königsdorf                                           | --                               | ノルトライン＝ ヴェストファーレン州 |
| 9b                         | インターチェンジ                             | フレッヒェン＝北 Frechen-Nord                                                               | 連邦道路55号線                   | ノルトライン＝ ヴェストファーレン州 |
| 10                         | ジャンクション                               | ケルン＝西交差点 Kreuz Köln-West                                                            | アウトバーン 1                   | ノルトライン＝ ヴェストファーレン州 |
| 11a                        | インターチェンジ                             | ケルン＝クレッテンベルク Köln-Klettenberg                                                   | 連邦道路265号線                  | ノルトライン＝ ヴェストファーレン州 |
| 11b                        | インターチェンジ                             | ケルン＝アイフェルトール貨物駅 Containerbahnhof Köln-Eifeltor                               | --                               | ノルトライン＝ ヴェストファーレン州 |
| 12                         | ジャンクション                               | ケルン＝南交差点 Kreuz Köln-Süd                                                             | アウトバーン 555                 | ノルトライン＝ ヴェストファーレン州 |
| 13                         | インターチェンジ                             | ケルン＝ポル Köln-Poll                                                                      | --                               | ノルトライン＝ ヴェストファーレン州 |
| 14                         | ジャンクション                               | ケルン＝グレンベルク交差点 Kreuz Köln-Gremberg                                              | アウトバーン 559                 | ノルトライン＝ ヴェストファーレン州 |
| 15                         | ジャンクション                               | ホイマー分岐点 Dreieck Heumar                                                               | アウトバーン 3 アウトバーン 59   | ノルトライン＝ ヴェストファーレン州 |
| 16                         | ジャンクション                               | ケルン＝東交差点 Kreuz Köln-Ost                                                             | アウトバーン 3                   | ノルトライン＝ ヴェストファーレン州 |
| 17                         | インターチェンジ                             | ケルン＝メルハイム Köln-Merheim                                                             | --                               | ノルトライン＝ ヴェストファーレン州 |
| 18                         | インターチェンジ                             | レーフラート Refrath                                                                        | 連邦道路55号線                   | ノルトライン＝ ヴェストファーレン州 |
| 19                         | インターチェンジ                             | ベンスベルク Bensberg                                                                       | --                               | ノルトライン＝ ヴェストファーレン州 |
| 20                         | インターチェンジ                             | モイツフェルト Moitzfeld                                                                    | --                               | ノルトライン＝ ヴェストファーレン州 |
| 21                         | インターチェンジ                             | ウンターエッシュバッハ Untereschbach                                                        | --                               | ノルトライン＝ ヴェストファーレン州 |
| 22                         | インターチェンジ                             | オーヴェラート Overath                                                                      | 連邦道路55号線 連邦道路484号線   | ノルトライン＝ ヴェストファーレン州 |
| 23                         | インターチェンジ                             | エンゲルスキルヒェン Engelskirchen                                                          | --                               | ノルトライン＝ ヴェストファーレン州 |
| 24                         | インターチェンジ                             | ビールシュタイン Bielstein                                                                  | 連邦道路56号線                   | ノルトライン＝ ヴェストファーレン州 |
| 25                         | インターチェンジ                             | グンマースバッハ Gummersbach                                                                | 連邦道路56号線                   | ノルトライン＝ ヴェストファーレン州 |
| 26                         | アウトバーン規格の連邦道路とのジャンクション | ライヒスホーフ/ベルクノイシュタット Reichshof/Bergneustadt                                  | 連邦道路256号線                  | ノルトライン＝ ヴェストファーレン州 |
| 27                         | インターチェンジ                             | エッケンハーゲン Eckenhagen                                                                 | --                               | ノルトライン＝ ヴェストファーレン州 |
| 28                         | ジャンクション                               | オルペ＝南交差点 Kreuz Olpe-Süd                                                             | アウトバーン 45                  | ノルトライン＝ ヴェストファーレン州 |
| 29                         | インターチェンジ                             | ヴェンデン Wenden                                                                           | --                               | ノルトライン＝ ヴェストファーレン州 |
| 30                         | インターチェンジ                             | クロンバッハ（ 西部区間の終点） Krombach                                                    | 連邦道路54号線                   | ノルトライン＝ ヴェストファーレン州 |
| 31                         | ジャンクション                               | キルヒハイム分岐点（東部区間の起点） Kirchheimer Dreieck                                    | アウトバーン 7                   | ヘッセン州                          |
| 32                         | インターチェンジ                             | バート・ヘルスフェルト Bad Hersfeld                                                         | 連邦道路27号線 連邦道路62号線    | ヘッセン州                          |
| 33                         | インターチェンジ                             | フリーデヴァルト Friedewald                                                                 | --                               | ヘッセン州                          |
| 34                         | インターチェンジ                             | ヴィルデック＝ヘーネバッハ Wildeck-Hönebach                                                 | --                               | ヘッセン州                          |
| 35                         | インターチェンジ                             | ヴィルデック＝オーバーズール Wildeck-Obersuhl                                               | --                               | ヘッセン州                          |
| 36                         | インターチェンジ                             | ゲルストゥンゲン Gerstungen                                                                 | --                               | テューリンゲン州                    |
| 37                         | インターチェンジ                             | ヴォメン Wommen                                                                             | 連邦道路400号線                  | ヘッセン州                          |
| 38                         | インターチェンジ                             | ヘルレスハウゼン Herleshausen                                                               | --                               | ヘッセン州                          |
| 39                         | インターチェンジ                             | アイゼナッハ＝西 Eisenach-West                                                              | 連邦道路7号線 連邦道路19号線     | テューリンゲン州                    |
| 40a                        | インターチェンジ                             | アイゼナッハ＝東 Eisenach-Ost                                                               | 連邦道路84号線                   | テューリンゲン州                    |
| 40b                        | インターチェンジ                             | ゼッテルシュテット Sättelstädt                                                              | 連邦道路7号線                    | テューリンゲン州                    |
| 41a                        | インターチェンジ                             | ヴァルタースハウゼン Waltershausen                                                          | --                               | テューリンゲン州                    |
| 41b                        | インターチェンジ                             | ゴータ＝ボックスベルク Gotha-Boxberg                                                        | --                               | テューリンゲン州                    |
| 42                         | インターチェンジ                             | ゴータ Gotha                                                                                | 連邦道路247号線                  | テューリンゲン州                    |
| 43                         | インターチェンジ                             | ヴァンダースレーベン Wandersleben                                                           | --                               | テューリンゲン州                    |
| 44                         | インターチェンジ                             | ノイディーテンドルフ Neudietendorf                                                          | --                               | テューリンゲン州                    |
| 45                         | ジャンクション                               | エアフルト交差点 Kreuz Erfurt                                                               | アウトバーン 71                  | テューリンゲン州                    |
| 46                         | インターチェンジ                             | エアフルト＝西 Erfurt-West                                                                  | 連邦道路4号線                    | テューリンゲン州                    |
| 47a                        | インターチェンジ                             | エアフルト＝東 Erfurt-Ost                                                                   | --                               | テューリンゲン州                    |
| 47b                        | インターチェンジ                             | エアフルト＝フィーゼルバッハ Erfurt-Vieselbach                                              | --                               | テューリンゲン州                    |
| 48                         | インターチェンジ                             | ノーラ Nohra                                                                                | --                               | テューリンゲン州                    |
| 49                         | インターチェンジ                             | ヴァイマル Weimar                                                                           | 連邦道路85号線                   | テューリンゲン州                    |
| 50                         | インターチェンジ                             | アポルダ Apolda                                                                             | 連邦道路87号線                   | テューリンゲン州                    |
| 51                         | インターチェンジ                             | マクダーラ Magdala                                                                          | --                               | テューリンゲン州                    |
| 52                         | インターチェンジ                             | ブーッハ Bucha                                                                              | --                               | テューリンゲン州                    |
| 53                         | インターチェンジ                             | イェーナ＝ゲシュヴィッツ Jena-Göschwitz                                                     | 連邦道路88号線                   | テューリンゲン州                    |
| 54                         | インターチェンジ                             | イェーナ＝中央 Jena-Zentrum                                                                 | 連邦道路88号線                   | テューリンゲン州                    |
| 55                         | インターチェンジ                             | シュタットローダ Stadtroda                                                                  | --                               | テューリンゲン州                    |
| 56a                        | ジャンクション                               | ヘルムスドルフ交差点 Hermsdorfer Kreuz                                                      | アウトバーン 9                   | テューリンゲン州                    |
| 56b                        | インターチェンジ                             | ヘルムスドルフ＝東 Hermsdorf-Ost                                                            | --                               | テューリンゲン州                    |
| 57                         | インターチェンジ                             | リューダースドルフ Rüdersdorf                                                               | --                               | テューリンゲン州                    |
| 58a                        | インターチェンジ                             | ゲーラ＝ランゲンベルク Gera-Langenberg                                                      | 連邦道路7号線                    | テューリンゲン州                    |
| 58b                        | アウトバーン規格の連邦道路とのジャンクション | ゲーラ交差点 Kreuz Gera                                                                     | 連邦道路2号線                    | テューリンゲン州                    |
| 59                         | インターチェンジ                             | ゲーラ＝ロイムニッツ Gera-Leumnitz                                                          | 連邦道路92号線                   | テューリンゲン州                    |
| 60                         | インターチェンジ                             | ロンネブルク Ronneburg                                                                      | 連邦道路7号線                    | テューリンゲン州                    |
| 61                         | インターチェンジ                             | シュメルン Schmölln                                                                         | --                               | テューリンゲン州                    |
| 62                         | アウトバーン規格の連邦道路とのジャンクション | メーラーネ Meerane                                                                          | 連邦道路93号線                   | ザクセン州                          |
| 63                         | インターチェンジ                             | グラウヒャウ＝西 Glauchau-West                                                              | --                               | ザクセン州                          |
| 64                         | インターチェンジ                             | グラウヒャウ＝東 Glauchau-Ost                                                               | 連邦道路175号線                  | ザクセン州                          |
| 65                         | インターチェンジ                             | ホーエンシュタイン＝エルンストタール Hohenstein-Ernsttal                                    | 連邦道路180号線                  | ザクセン州                          |
| 66                         | インターチェンジ                             | ヴューステンブラント Wüstenbrand                                                            | --                               | ザクセン州                          |
| 67                         | インターチェンジ                             | リンバッハ＝オーバーフローナ Limbach-Oberfrohna                                             | --                               | ザクセン州                          |
| 68                         | ジャンクション                               | ケムニッツ交差点 Kreuz Chemnitz                                                             | アウトバーン 72                  | ザクセン州                          |
| 69                         | インターチェンジ                             | ケムニッツ＝中央 Chemnitz-Mitte                                                             | 連邦道路95号線                   | ザクセン州                          |
| 70                         | インターチェンジ                             | ケムニッツ＝グレーザ Chemnitz-Glösa                                                         | 連邦道路107号線                  | ザクセン州                          |
| 71                         | インターチェンジ                             | ケムニッツ＝東 Chemnitz-Ost                                                                 | --                               | ザクセン州                          |
| 72                         | インターチェンジ                             | フランケンベルク Frankenberg                                                                | 連邦道路169号線                  | ザクセン州                          |
| 73                         | インターチェンジ                             | ハイニヒェン Hainichen                                                                      | --                               | ザクセン州                          |
| 74                         | インターチェンジ                             | ベルバースドルフ Berbersdorf                                                                | --                               | ザクセン州                          |
| 75                         | インターチェンジ                             | ジーベンレーン Siebenlehn                                                                   | 連邦道路101号線                  | ザクセン州                          |
| 76                         | ジャンクション                               | ノッセン分岐点 Dreieck Nossen                                                               | アウトバーン 14                  | ザクセン州                          |
| 77a                        | インターチェンジ                             | ヴィルスドルッフ Wilsdruff                                                                  | --                               | ザクセン州                          |
| 77b                        | ジャンクション                               | ドレスデン＝西分岐点 Dreieck Dresden-West                                                   | アウトバーン 17                  | ザクセン州                          |
| 78                         | インターチェンジ                             | ドレスデン＝アルトシュタット Dresden-Altstadt                                               | 連邦道路6号線                    | ザクセン州                          |
| 79                         | インターチェンジ                             | ドレスデン＝ノイシュタット Dresden-Neustadt                                                 | --                               | ザクセン州                          |
| 80                         | インターチェンジ                             | ドレスデン＝ヴィルダー・マン Dresden-Wilder Mann                                            | --                               | ザクセン州                          |
| 81a                        | インターチェンジ                             | ドレスデン＝ヘラーアウ Dresden-Hellerau                                                     | 連邦道路170号線                  | ザクセン州                          |
| 81b                        | インターチェンジ                             | ドレスデン＝空港 Dresden-Flughafen                                                          | --                               | ザクセン州                          |
| 82                         | ジャンクション                               | ドレスデン＝北分岐点 Dreieck Dresden-Nord                                                   | アウトバーン 13                  | ザクセン州                          |
| 83                         | インターチェンジ                             | ヘルムスドルフ Hermsdorf                                                                    | 連邦道路97号線                   | ザクセン州                          |
| 84                         | インターチェンジ                             | オッテンドルフ＝オクリラ Ottendorf-Okrilla                                                  | --                               | ザクセン州                          |
| 85                         | インターチェンジ                             | プルスニッツ Pulsnitz                                                                       | --                               | ザクセン州                          |
| 86                         | インターチェンジ                             | オーホルン Ohorn                                                                            | --                               | ザクセン州                          |
| 87                         | インターチェンジ                             | ブルカウ Burkau                                                                             | 連邦道路98号線                   | ザクセン州                          |
| 88a                        | インターチェンジ                             | ウーイスト・アム・タウッハー Uhyst am Taucher                                               | --                               | ザクセン州                          |
| 88b                        | インターチェンジ                             | ザルツェンフォルスト Salzenforst                                                            | --                               | ザクセン州                          |
| 89                         | インターチェンジ                             | バウツェン＝西 Bautzen-West                                                                 | 連邦道路96号線                   | ザクセン州                          |
| 90                         | インターチェンジ                             | バウツェン＝東 Bautzen-Ost                                                                  | 連邦道路156号線                  | ザクセン州                          |
| 91                         | インターチェンジ                             | ヴァイセンベルク Weißenberg                                                                 | --                               | ザクセン州                          |
| 92                         | インターチェンジ                             | ニーダー・ザイファースドルフ Nieder Seifersdorf                                             | --                               | ザクセン州                          |
| 93                         | インターチェンジ                             | コーデルスドルフ Kodersdorf                                                                 | 連邦道路115号線                  | ザクセン州                          |
| 94                         | インターチェンジ                             | ゲルリッツ Görlitz                                                                          | 連邦道路6号線                    | ザクセン州                          |
| 95                         | 欧州連合内国境                               | ルートヴィヒスドルフ/イェンジッホヴィツェ国境通過点 Grenzübergang Ludwigsdorf/Jędrzychowice | ヴロツワフ方面                   | ザクセン州                          |

## 歴史

### 西部区間
アーヘンとケルンの間の区間は1925年から計画された。建設は1936年3月22日に始まったが、該当区間の完成は1960年12月までの時間がかかった。1970年代にケルンからオルペまでの区間は建設された。オルペ付近でアウトバーン 45とつながる。オルペからクロイツタールまでの区間は2002年から2006年まで建設され、2006年12月1日に開通した。

### 東部区間

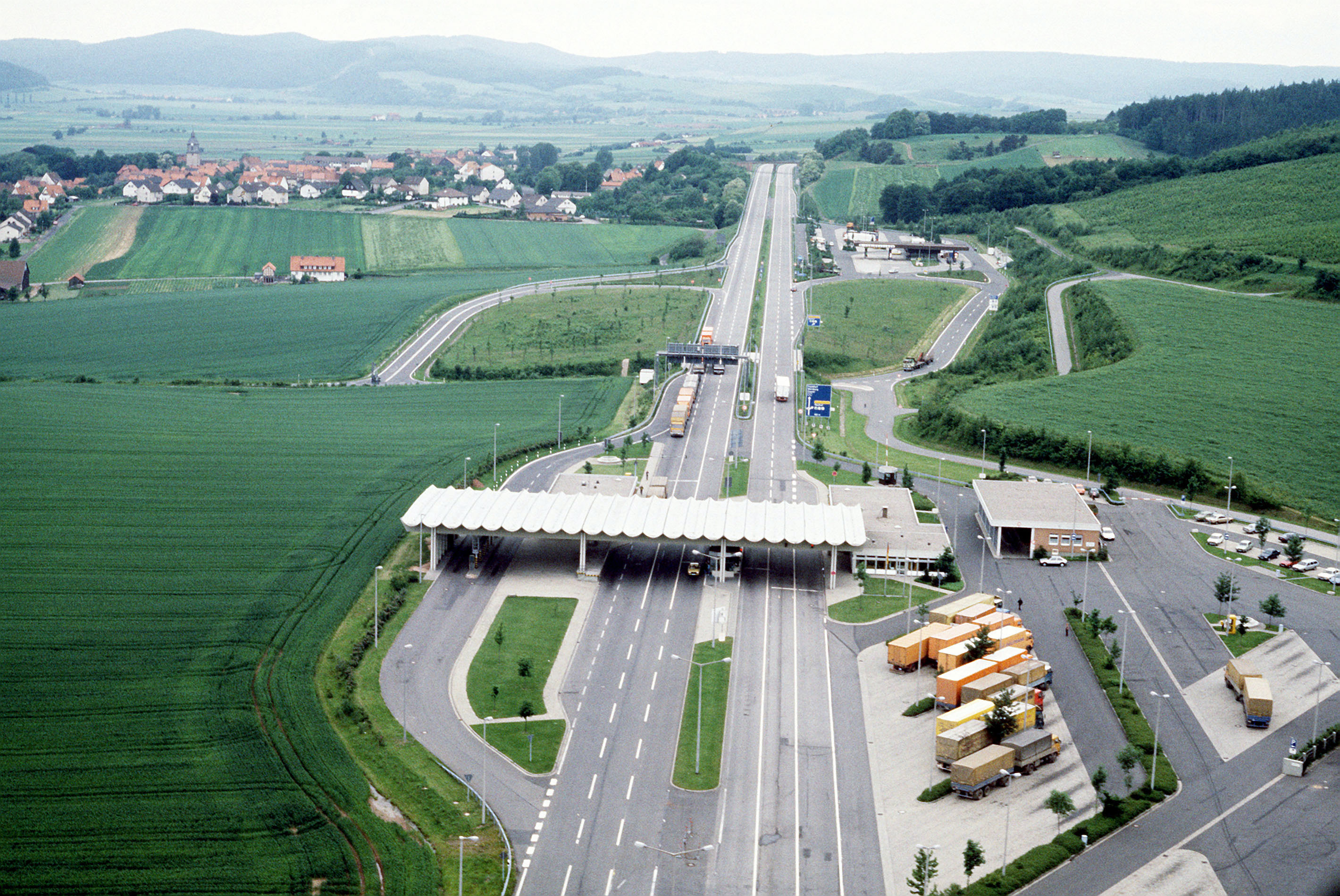
ヘルレスハウゼン/ヴァルタ出入国審査検問所（西ドイツ側）、西方面を眺める（1985年）。ドイツ再統一で1990年に廃止された。

バート・ヘルスフェルトからアイゼナッハまでの区間は1934年から1943年まで建設され、1943年7月1日に開通された。これはナチス・ドイツ時代の最後のアウトバーン開通でもあった。ドレスデンからアイゼナッハまでの区間は1935年から1941年まで建設された。
A4とA13を結ぶドレスデン北JCTは1951年から1971年まで臨時サーキットとして使われた。東ドイツ時代のA4の東端終点はヴァイセンベルク付近にあったが、バウツェンとヴァイセンベルクの間の区間は1972年から1992年まで閉鎖された。
東西冷戦時代に西ドイツと東ドイツの国境をまたがった。ヘルレスハウゼン付近に両国の出入国審査検問所があった。A4の路線は東西ドイツの境界線を3回またがった。出入国審査検問所は最も東の越境点にあった。そのため、オーバーズールICからヴォメンICまでの区間は1990年まで閉鎖された。
ヴァイセンベルクからポーランド国境までの区間はドイツ再統一後1990年代に建設された。